# Pepe şi Fifi
Pepe şi Fifi é um filme de drama romeno de 1994 dirigido e escrito por Dan Pița. Foi selecionado como representante da Romênia à edição do Oscar 1995, organizada pela Academia de Artes e Ciências Cinematográficas.

## Elenco
- Cristian Iacob - Pepe
- Irina Movila - Fifi